# Mark Pembridge
Mark Anthony Pembridge (ur. 29 listopada 1970 w Merthyr Tydfil) – były walijski piłkarz występujący na pozycji pomocnika.

## Kariera klubowa
Pembridge zawodową karierę rozpoczynał w 1989 roku w angielskim Fulham z Division Three. W 1990 roku przeszedł do Luton Town z Division One. Spędził tam 2 lata. W 1992 roku odszedł do Derby County z nowo powstałej Premier League. Grał tam przez 3 lata.
W 1995 roku Pembridge trafił do zespołu Sheffield Wednesday, także grającego w Premier League. Zadebiutował tam 19 września 1995 roku w przegranym 0:1 pojedynku z Liverpoolem. Barwy Sheffield reprezentował również przez 3 lata. W tym czasie rozegrał tam 93 spotkania i zdobył 11 bramek.
W 1998 roku podpisał kontrakt z portugalską Benfiką z ekstraklasy. Występował w niej przez rok. Zagrał tam w sumie 19 meczach i zdobył 1 bramkę. W 1999 roku wrócił do Anglii, gdzie został graczem Evertonu (Premier League). Pierwszy ligowy mecz zaliczył tam 11 września 1999 roku przeciwko Aston Villi (0:3). W Evertonie spędził 4 lata.
We wrześniu 2003 roku Pembridge ponownie trafił do Fulham, także występującego w Premier League. Tym razem jego barwy reprezentował przez 3 lata, a w 2006 roku zakończył karierę.

## Kariera reprezentacyjna
W reprezentacji Walii Pembridge zadebiutował 11 września 1991 roku w wygranym 1:0 towarzyskim meczu z Brazylią. W latach 1991–2004 w drużynie narodowej rozegrał w sumie 54 spotkania i zdobył 6 bramek.